# Mathias Kochendörfer
Mathias Kochendörfer (* 18. Mai 1972 in Stuttgart) ist ein deutscher Jurist. Er ist seit Januar 2023 Richter am Bundesgerichtshof.

## Leben und Wirken
Kochendörfer trat nach Abschluss seiner juristischen Ausbildung in den Justizdienst des Landes Hessen ein und war zunächst bei der Staatsanwaltschaft Frankfurt am Main und anschließend bei dem Landgericht Frankfurt am Main tätig. Im Januar 2005 wurde er dort zum Richter am Landgericht ernannt. Von März 2008 bis Februar 2011 war Kochendörfer als wissenschaftlicher Mitarbeiter an den Bundesgerichtshof abgeordnet. Im Juni 2013 wurde er bei dem Oberlandesgericht Frankfurt am Main zum Richter am Oberlandesgericht ernannt. Kochendörfer ist promoviert.
Mit der Ernennung zum Richter am Bundesgerichtshof ab Januar 2023 wies das Präsidium Kochendörfer dem für das Kartell- und Energiewirtschaftsrecht zuständigen Kartellsenat sowie dem XIII. Zivilsenat zu, der für das Vergaberecht, das Erneuerbare-Energien-Gesetz (EEG) sowie Rechtsbeschwerden in Freiheitsentziehungssachen zuständig ist.